# 泉理彦
泉 理彦（いずみ みちひこ、1961年〈昭和36年〉11月23日 - ）は、日本の政治家。徳島県鳴門市長（4期）。

## 経歴
徳島県鳴門市出身。父は、鳴門市議会議長を務めた泉善治。1980年、徳島県立鳴門高等学校理数科から京都産業大学法学部に進学し、1984年に卒業。1988年に鳴門市役所に入職し、国民年金課保健係、税務課収納係、特定事業第2課、社会福祉課保護係、農業委員会農地係長、介護保険課介護管理係長、介護給付係長などを歴任し、市職員を14年間務めた後、2003年4月に鳴門市議会議員に初当選。議会解散に伴う2005年12月18日執行の出直し市議会議員選で再選を果たす。
2009年8月22日、前市長・吉田忠志が在任中に病死。それに伴って行われた同年10月11日の鳴門市長選挙に、民主党徳島県連合会の推薦を受けて無所属で出馬する。接戦を制して初当選する（泉理彦：13,607票、潮崎焜及：12,273票、山本善幸：2,367票）。
2013年11月17日の鳴門市長選挙で椢原幸告を破り再選。
2017年、無投票により3選。
2021年、無投票により4選。2期連続の無投票当選は歴代市長の中で初だった。

## 人物・市政
- 2019年から2021年にかけて、世界平和統一家庭連合（旧統一教会）の関連団体「天宙平和連合（UPF）」が主催する自転車イベント「ピースロード」のセレモニーに出席し、挨拶した[6]。

## 出演
- YouTube『エガちゃんねる』（2024年4月19日） - 道の駅くるくる なるとを訪問した江頭2:50と共演（私人）